# Универзитет у Пећи
Универзитет „Хаџи Зека” (алб. Universiteti "Haxhi Zeka") је државни универзитет у Пећи. Настава се одржава на албанском, бошњачком и енглеском језику по плану и програму Републике Косово.

## Факултети
- Пословни факултет
- Правни факултет
- Факултет за менаџмент у туризму, угоститељству и животној средини
- Агробизнис факултет
- Факултет уметности